# Louletano-Dunas Douradas/Saison 2014
Dieser Artikel listet Erfolge und Fahrer des Radsportteams Louletano-Dunas Douradas in der Saison 2014 auf.

## Zugänge – Abgänge
| Zugänge                   | Team 2013              | Abgänge         | Team 2014         |
| ------------------------- | ---------------------- | --------------- | ----------------- |
| Francisco Javier Moreno   | Caja Rural-Seguros RGA | Carlos Oyarzun  | Efapel-Glassdrive |
| Sandro Pinto              | Efapel-Glassdrive      | Sérgio Ribeiro  | Karriereende      |
| Vicente García            | Matrix Powertag        | Duarte Ferreira | Unbekannt         |
| Augusto Vitorino          | Neoprofi               | Fábio Leaca     | Unbekannt         |
| Hernâni Broco (ab 25.03.) | Efapel-Glassdrive      | Dominic Mestre  | Unbekannt         |
|                           |                        | Antonio Olmo    | Unbekannt         |
|                           |                        | Luís Silva      | Unbekannt         |

## Mannschaft
| Name                    | Geburtstag         | Nationalität |
| ----------------------- | ------------------ | ------------ |
| Raúl Alarcón            | 25. März 1986      | Spanien      |
| Hernâni Broco           | 13. Juni 1981      | Portugal     |
| Eugeniu Cozonac         | 23. Januar 1992    | Moldau       |
| Raúl García             | 5. Juli 1982       | Spanien      |
| Vicente García          | 19. September 1988 | Spanien      |
| Micael Isidoro          | 12. August 1982    | Portugal     |
| Iúri Jorge              | 19. Mai 1991       | Portugal     |
| Jorge Martín Montenegro | 7. Mai 1983        | Argentinien  |
| Francisco Javier Moreno | 10. April 1989     | Spanien      |
| Sandro Pinto            | 20. Februar 1988   | Portugal     |
| Victor Valinho          | 31. Dezember 1991  | Portugal     |
| Rui Vinhas              | 6. Dezember 1986   | Portugal     |
| Augusto Vitorino        | 18. Juni 1994      | Portugal     |